# Campeonato Mundial de Atletismo de 2022 - Arremesso de peso feminino
A competição do arremesso de peso feminino no Campeonato Mundial de Atletismo de 2022 foi realizada no estádio Hayward Field, em Eugene, nos Estados Unidos, nos dias 15 e 16 de julho de 2022.

## Recordes
Antes da competição, os recordes eram os seguintes:
| Recorde mundial                               | Natalya Lisovskaya (URS) | 22.63 | Moscou, União Soviética  | 7 de junho de 1987    |
| Recorde do campeonato                         | Natalya Lisovskaya (URS) | 21.24 | Roma, Itália             | 5 de setembro de 1987 |
| Recorde do campeonato                         | Valerie Adams (NZL)      | 21.24 | Daegu, Coreia do Sul     | 29 de agosto de 2011  |
| Recorde do ano                                | Chase Ealey (USA)        | 20.51 | Eugene, Estados Unidos   | 26 de abril de 2022   |
| Recorde da África                             | Vivian Chukwuemeka (NGR) | 18.43 | Walnut, Estados Unidos   | 19 de abril de 2003   |
| Recorde da Ásia                               | Li Meisu (CHN)           | 21.76 | Shijiazhuang, China      | 23 de abril de 1988   |
| Recorde da América do Norte, Central e Caribe | Belsy Laza (CUB)         | 20.96 | Cidade do México, México | 2 de maio de 1992     |
| Recorde da América do Sul                     | Elisângela Adriano (BRA) | 19.30 | Tunja, Colômbia          | 14 de julho de 2001   |
| Recorde da Europa                             | Natalya Lisovskaya (URS) | 22.63 | Moscou, União Soviética  | 7 de junho de 1988    |
| Recorde da Oceania                            | Valerie Adams (NZL)      | 21.24 | Daegu, Coreia do Sul     | 29 de agosto de 2011  |

## Medalhistas
| Ouro              | Prata             | Bronze                 |
| Chase Ealey (USA) | Gong Lijiao (CHN) | Jessica Schilder (NED) |

## Tempo de qualificação
| Tempo de qualificação |
| --------------------- |
| 18.50 m               |

## Calendário
| Data        | Horário | Fase         |
| ----------- | ------- | ------------ |
| 15 de julho | 17:05   | Qualificação |
| 16 de julho | 18:27   | Final        |

Todos os horários estão no horário local (UTC-7)

## Resultados

### Qualificação
Qualificação: 18,90 m (Q) ou as 12 melhores performances (q). 
| Pos. | Grupo | Atleta              | Nacionalidade     | Tentativa | Tentativa | Tentativa | Marca | Notas |
| Pos. | Grupo | Atleta              | Nacionalidade     | 1         | 2         | 3         | Marca | Notas |
| ---- | ----- | ------------------- | ----------------- | --------- | --------- | --------- | ----- | ----- |
| 1    | B     | Gong Lijiao         | China             | 18.74     | 19.51     |           | 19.51 | Q,    |
| 2    | B     | Sarah Mitton        | Canadá            | 18.16     | 19.38     |           | 19.38 | Q     |
| 3    | A     | Auriol Dongmo       | Portugal          | 19.38     |           |           | 19.38 | Q     |
| 4    | B     | Jessica Schilder    | Países Baixos     | 19.16     |           |           | 19.16 | Q     |
| 5    | B     | Danniel Thomas-Dodd | Jamaica           | 19.09     |           |           | 19.09 | Q     |
| 6    | A     | Song Jiayuan        | China             | 18.33     | 19.08     |           | 19.08 | Q     |
| 7    | B     | Jessica Woodard     | Estados Unidos    | 17.80     | 17.74     | 19.08     | 19.08 | Q     |
| 8    | A     | Maddison-Lee Wesche | Nova Zelândia     | 18.64     | 18.60     | 18.96     | 18.96 | Q     |
| 9    | A     | Maggie Ewen         | Estados Unidos    | 17.14     | 17.58     | 18.96     | 18.96 | Q     |
| 10   | B     | Chase Ealey         | Estados Unidos    | 18.96     |           |           | 18.96 | Q     |
| 11   | A     | Fanny Roos          | Suécia            | 18.53     | 18.72     | 18.41     | 18.72 | q     |
| 12   | B     | Axelina Johansson   | Suécia            | 17.47     | 18.57     | 18.50     | 18.57 | q,    |
| 13   | B     | Katharina Maisch    | Alemanha          | 17.84     | x         | 18.57     | 18.57 |       |
| 14   | A     | Adelaide Aquilla    | Estados Unidos    | x         | 18.18     | 18.33     | 18.33 |       |
| 15   | A     | Julia Ritter        | Alemanha          | 18.22     | x         | x         | 18.22 |       |
| 16   | A     | Jorinde van Klinken | Países Baixos     | 18.02     | 18.19     | x         | 18.19 |       |
| 17   | B     | Jessica Inchude     | Portugal          | 17.39     | 17.65     | 18.01     | 18.01 |       |
| 18   | A     | Lloydricia Cameron  | Jamaica           | 17.65     | x         | x         | 17.65 |       |
| 19   | A     | Zhang Linru         | China             | 16.73     | x         | 17.54     | 17.54 |       |
| 20   | A     | Benthe König        | Países Baixos     | 17.30     | 17.25     | 17.51     | 17.51 |       |
| 21   | B     | María Belén Toimil  | Espanha           | x         | 16.75     | 17.48     | 17.48 |       |
| 22   | A     | Amelia Strickler    | Grã-Bretanha      | 16.16     | 16.31     | 17.40     | 17.40 |       |
| 23   | B     | Sophie McKinna      | Grã-Bretanha      | 17.21     | 16.77     | 17.13     | 17.21 |       |
| 24   | A     | Dimitriana Bezede   | Moldávia          | x         | 16.99     | x         | 16.99 |       |
| 25   | B     | Portious Warren     | Trinidad e Tobago | x         | x         | 16.65     | 16.65 |       |
| 26   | B     | Ana Caroline Silva  | Brasil            | x         | 16.58     | x         | 16.58 |       |
| 27   | B     | Ivana Gallardo      | Chile             | 15.64     | 16.20     | 15.36     | 16.20 |       |
| 28   | A     | Livia Avancini      | Brasil            | 15.87     | 16.01     | 16.13     | 16.13 |       |
| 29   | B     | Ischke Senekal      | África do Sul     | x         | x         | 15.40     | 15.40 |       |

### Final
A final ocorreu dia 16 de julho às 18:25.
| Pos.              | Atleta              | Nacionalidade  | Tentativa | Tentativa | Tentativa | Tentativa | Tentativa | Tentativa | Marca | Notas                |
| Pos.              | Atleta              | Nacionalidade  | 1         | 2         | 3         | 4         | 5         | 6         | Marca | Notas                |
| ----------------- | ------------------- | -------------- | --------- | --------- | --------- | --------- | --------- | --------- | ----- | -------------------- |
| Medalha de ouro   | Chase Ealey         | Estados Unidos | 20.49     | 19.82     | x         | 20.07     | 19.65     | x         | 20.49 |                      |
| Medalha de prata  | Gong Lijiao         | China          | 19.58     | 19.84     | 20.23     | 20.08     | 20.39     | 19.89     | 20.39 | Recorde da temporada |
| Medalha de bronze | Jessica Schilder    | Países Baixos  | x         | 19.77     | x         | 19.53     | 19.77     | x         | 19.77 | Recorde nacional     |
| 4                 | Sarah Mitton        | Canadá         | 18.78     | 19.18     | 19.04     | x         | 19.06     | 19.77     | 19.77 |                      |
| 5                 | Auriol Dongmo       | Portugal       | 19.44     | 19.62     | 19.38     | x         | 19.39     | 19.54     | 19.62 |                      |
| 6                 | Song Jiayuan        | China          | 19.21     | 19.06     | x         | 19.49     | 19.57     | x         | 19.57 |                      |
| 7                 | Maddison-Lee Wesche | Nova Zelândia  | 18.32     | 19.09     | 18.56     | 18.81     | 18.36     | 19.50     | 19.50 | Recorde pessoal      |
| 8                 | Jessica Woodard     | Estados Unidos | x         | x         | 18.67     | x         | 18.63     | x         | 18.67 |                      |
| 9                 | Maggie Ewen         | Estados Unidos | 18.08     | 18.26     | 18.64     |           |           |           | 18.64 |                      |
| 10                | Danniel Thomas-Dodd | Jamaica        | x         | 18.29     | x         |           |           |           | 18.29 |                      |
| 11                | Fanny Roos          | Suécia         | 18.27     | 18.22     | x         |           |           |           | 18.27 |                      |
| 12                | Axelina Johansson   | Suécia         | 17.21     | 17.60     | 17.25     |           |           |           | 17.60 |                      |

Legenda
| Recorde mundial       | Recorde mundial (World record)               |                       | Recorde africano                      | Recorde africano (African) |                                           | Q | Classificado por posição (Qualified) |
| Recorde do campeonato | Recorde do campeonato (Championship record)  | Recorde da América    | Recorde da América (Americas)         | q                          | Classificado por melhor tempo (Qualified) |   |                                      |
| Melhor marca do ano   | Melhor marca do ano (World leading)          | Recorde asiático      | Recorde asiático (Asian)              | DNS                        | Não largou (Did not start)                |   |                                      |
| Recorde nacional      | Recorde nacional (National record)           | Recorde europeu       | Recorde europeu (European)            | DNF                        | Não terminou (Did not finish)             |   |                                      |
| Recorde pessoal       | Recorde pessoal do atleta (Personal best)    | Recorde da Oceania    | Recorde da Oceania (Oceania)          | DSQ / DQ                   | Desclassificado (Disqualified)            |   |                                      |
| Recorde da temporada  | Recorde da temporada do atleta (Season best) | Recorde sul-americano | Recorde sul-americano (South America) | NM                         | Sem marca (No mark)                       |   |                                      |